# E107 (CMS)
e107 är ett gratis innehållshanteringssystem med öppen källkod som används för att skapa och hantera webbplatser via ett lättanvänt användargränssnitt.

## Funktioner
e107 innehåller avancerade funktioner såsom cachelagring för förbättrad prestanda på högtrafikerade sajter, avancerade malltekniker och ett robust API. Det innehåller RSS-syndikering och automatiserar flera uppgifter, inklusive indexering av statiska sidor.
Avancerade innehållsfunktioner som ingår som standard är utskriftsvänliga versioner av sidor, e-post till en vän, PDF-filer, nyhetsartiklar, bloggar, forum, omröstningar, kalendrar, sökningar på hemsidan, flerspråksstöd och många andra.

## Öppen källkod
e107 publiceras som öppen källkod under GNU GPL licence v2.

## Tidslinje
- 2001: jalist börjar efter att ha arbetat med LS2K.org och Litestep utveckla e107.[2]

- April 2002: den första officiella versionen av e107 presenterades 26 april 2002.[3]

- Maj 2003: kodarkollektivet e107coders.org lanserades 3 maj 2003.[4]

- Maj 2003: Den nya versionsnumreringen nämndes för första gången: v0.552beta 13 maj 2003.[5]

- Juli 2003: e107 v0.600 presenterades 30 juli 2003.[6]

- Mars 2004: Den första utvecklargruppen grundades 11 mars 2004: Cameron, chavo, jalist, Lolo_Irie, McFly [7]

- Januari 2006: e107 version 0.7 presenterades 16 januari 2006 (efter 1 år, 3 månader, 3 veckor och 5 dagars utveckling).[8]

- Augusti 2010: McFly avgår som aktiv utvecklare 2 augusti 2010.[9]

## Framtida utveckling
Nästa större version av e107 (0.8) kommer att ha en stor mängd förändringar och blir en brygga mellan äldre och nyare teknik för att upprätthålla en rimlig nivå av bakåtkompatibilitet och erbjuda en väg för uppgradering.

## Utmärkelser
- "Top 5 Open Source CMS" - Packt Publishing Open Source CMS Award, 2006